# Свято-Миколаївський Самарський пустинний чоловічий монастир
Свято-Миколаївський Самарський пустинний чоловічий монастир УПЦ МП — козачий чоловічий монастир, заснований наприкінці 16-го — на початку 17-го сторіч біля слободи Самарчук (Новоселиця; нині м. Самар Дніпропетровської області) у Орловському Куті на території Самарської паланки Запорізької Січі.

## Історія

### До заснування
З документальних джерел випливає незаперечний факт: ще до появи монастиря на території сучасної обителі існувала невеличка церковця в і'мя Святого Миколая. Саме вона стала після 1576 року тим вихідним вузлом, навколо якого поступово почав утворюватися комплекс основних монастирських споруд. Коли запорожці отримали в своє розпорядження
обширні землі, до складу яких входило і старовинне місто Самарь з
прилеглими лісами, вони стали укріплювати місто, а на великому острові, який розташовувався на р. Самара, заснували невеличке укріплення з льохами
і підземними ходами. Коло церкви було побудовано декілька житлових
приміщень, куди за розпорядженням коша Запорозького поміщали «ранами
скалеченных козаків, всех больных, на баталиях раненых». Це була перша на
Запорозьких вільностях невеличка дерев'яна церква «с шпиталем, звонницей и
школою при ней».

### Заснування монастиря
Початок заснуванню монастиря було покладене після 1576 р., коли польсько-литовський король Стефан Баторій дарував козакам старовинне місто Самарь. До появи монастиря на означеній території існувала невеличка церква в ім'я святого Миколая.
Вона й стала після 1576 року основою для будівництва монастирських споруд. Коло церкви були збудовані житлові приміщення, куди за наказами Коша Запорозького клали поранених козаків. У 1602 році фортеця з церквою перетворилась на монастир.

### За часів Запорозької Січі
Монастир підлягав безпосередньо Кошу Запорізької Січі, від якого одержав значні земельні маєтності, на яких вів інтенсивне господарство і постачав Запоріжжю хліб та інші продукти. При Самарській пустині був шпиталь для хворих і старих козаків.
У 17 — 18 ст. монастир неодноразово піддавався нападам. Під час одного з них церква була зруйнована, монастир пограбовано і спустошено. Однак вже у 1670 г. він відновлюється, а церква відбудовується. Декілька разів Самарський Миколаївський монастир відновлювався та відбудовувався.

#### Репресії з боку Російської влади
У другій половині XVII ст. для Росії виникла необхідність мати укріплену фортецю на північному кордоні запорозьких земель. У 1687 г. в сусідстві з монастирем було споруджено Богородицьку фортецю. Це будівництво занепокоїло запорожців і вони відкрито висловили своє невдоволення гетьману Івану Мазепі та князю Голіцину. Ченці Самарської обителі підтримали козаків, після чого запорозький монастир визнали джерелом збурення.
Російські війська оточили обитель, захопили багатьох монахів, піддали їх тортурам і допитам.
Гетьман І. Мазепа готувався помститися й непокірним запорожцям, однак 1690 року в околицях Самарського монастиря спалахнув страшний мор, так звана зухвала смерть, а потім усе Запорожжя перенесло спустошливий наліт сарани. Навколишні землі на кілька років спустошилися, знелюдів і козацький монастир.
Для монастиря настали важкі часи. У 1690 р. він геть спорожнів, «братские келии были без жильцов и церковь стояла без пения».
В цьому ж році монастир прийнято під опіку Києво-Межигірського монастиря, але вже не було можливості в такі тяжкі для всього Запоріжжя часи виправити і відновити в обителі монастирський лад.

#### Після руйнування Січі
Кінець XVII — початок XVIII століть — період занепаду монастиря, тісно пов'язаний із сумними подіями, що відбувались в Україні в цей час. Участь запорожців у повстанні Булавіна, а також підтримка антиколоніального повстання гетьмана Лівобережної України Івана Мазепи 1709 року призвели до тяжких наслідків.
Царські війська здійснили каральну експедицію вздовж Дніпра та зруйнували Запорізьку Січ. Більшість запорожців перетнули кордон Кримського ханства і осіли на території, яку контролювали татари. Після невдалого для Росії Прутського походу 1711 року за умовами Прутського миру монастирські землі опинились під владою Кримського ханства. Тоді надбання монастиря були пограбовані, а святиня перетворена на попіл.
Запустіння тривало до 1720 року. З цього часу монастир потроху став відбудовуватись. З 1726 р. для Самарського Військового монастиря почався новий, найцікавіший період розбудови і облаштування «монастырь … как первая существеннейшая и необходимая потребность края снова возник из пепла и развалин, скоро принял иной, лучший вид и получил во всех частях более правильное устройство».
Мається на увазі що усі типи будівель розташовувалися в монастирі не мальовничо-хаотично, а строго закономірно.
По мірі розвитку монастиря ускладнюється його функціональний устрій: при наявності відповідної території монастир поділяється на кілька відокремлених функціональних зон: культову — у центрі, житлову, господарську — на периферії.

#### За часів Нової Січі
Відразу ж після повернення на рідні землі у 1734 р. запорожці протягом літа спорудили біля Чортомлику на р. Підпільній Січ. Після цього взялися за
облаштування Самарського монастиря. Начальник всіх запорозьких церков, ієромонах Межигірського монастиря Павло Маркевич всі сили спрямував на те, щоб у короткий час привести до ладу всі його святині.
У 1736 році під час турецької війни монастир був укріплений ретраншементами. З 1791 року монастир, як найближчий до Катеринослава, призначений місцеперебуванням архієреїв (заміським архієрейським будинком). Обитель виявилася надійним форпостом запорожців в російський-турецьких війнах 1735—1739 і 1768—1774 рр. Під час останньої з них монастир поселив безліч полонених татар і турків. З ними обходилися так добре, що багато хто з них прийняв в обителі хрещення, а деякі, після закінчення війни, і чернецтво.
У 1760 році настоятель обителі Володимир Сокольський «произведен в начальники Сечевых церквей», а у 1774 році по проханню війська і по ходотайству Г. О. Потьомкіна «пожалованный даже в Архимандриты».

### Після козацької доби
Від 1775, по знищенні Січі, монастир був приписаний до Ставропігійського Києво-Межигірського монастиря, 1787 став знову самостійним, а з 1791 приписний до архієрейського дому.
Самарський Миколаївський монастир мав дві кам'яні церкви, що з них Миколаївська, побудована 1781, мала особливо шановану ікону Богородиці і багато церковних предметів Запорізької доби.

### У радянські часи
Самарський Миколаївський монастир було ліквідовано за часів радянської влади. За часів радянської влади в ньому відкрили будинок пристарілих, потім інтернат для розумово відсталих.

### За часів незалежної України
У 1993 році відроджений прихід в будівлях монастиря, через два роки — знов відкритий як жіночий монастир.
Зараз монастир відновлено та частково відбудовано УПЦ-МП.
12 березня 1998 Священний Синод Української Православної Церкви МП на підставі доповіді Ірінея, Архієпископа Дніпропетровського і Павлоградського, перетворив Свято-миколаївський пустинний жіночій монастир Свято-миколаївського приходу в чоловічий Свято-миколаївський пустинний монастир і затвердив намісником ієромонаха Досифея (Савелова) із зведенням його в сан ігумена.

## Споруди
У монастирі знаходяться архітектурні пам'ятки національного значення: Пустинно-Миколаївський Самарський монастир 1782—1820 рр.; Миколаївський собор 1787 р.; Братські й настоятельські келії 1816—1820 рр.
Головні святині — Охтирська ікона Божої Матері, іменована «Самарською» і ікона св. Миколи Чудотворця. Храми: Миколаївський з притворами св. Киріка і Іуліти.

## Галерея

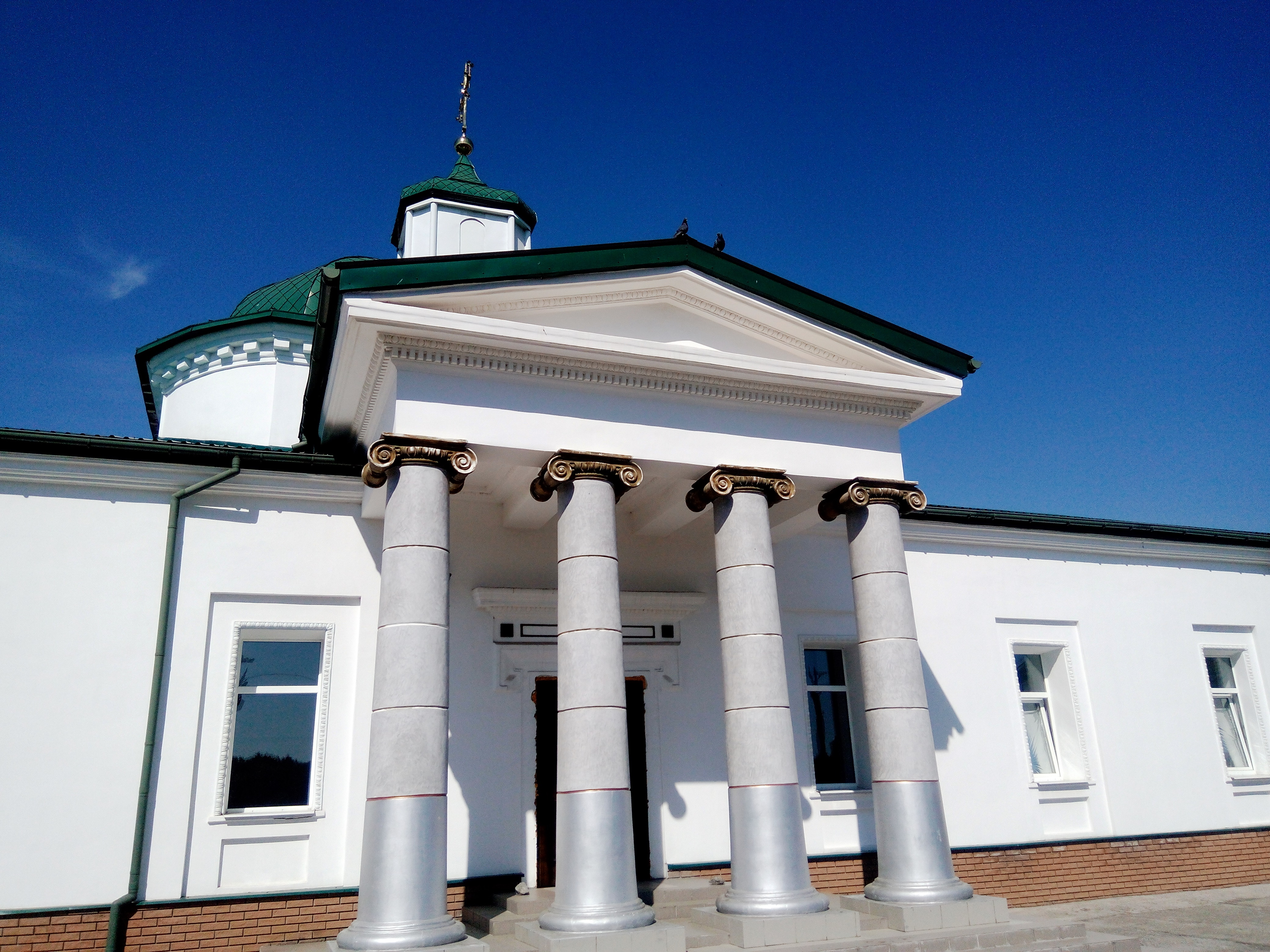
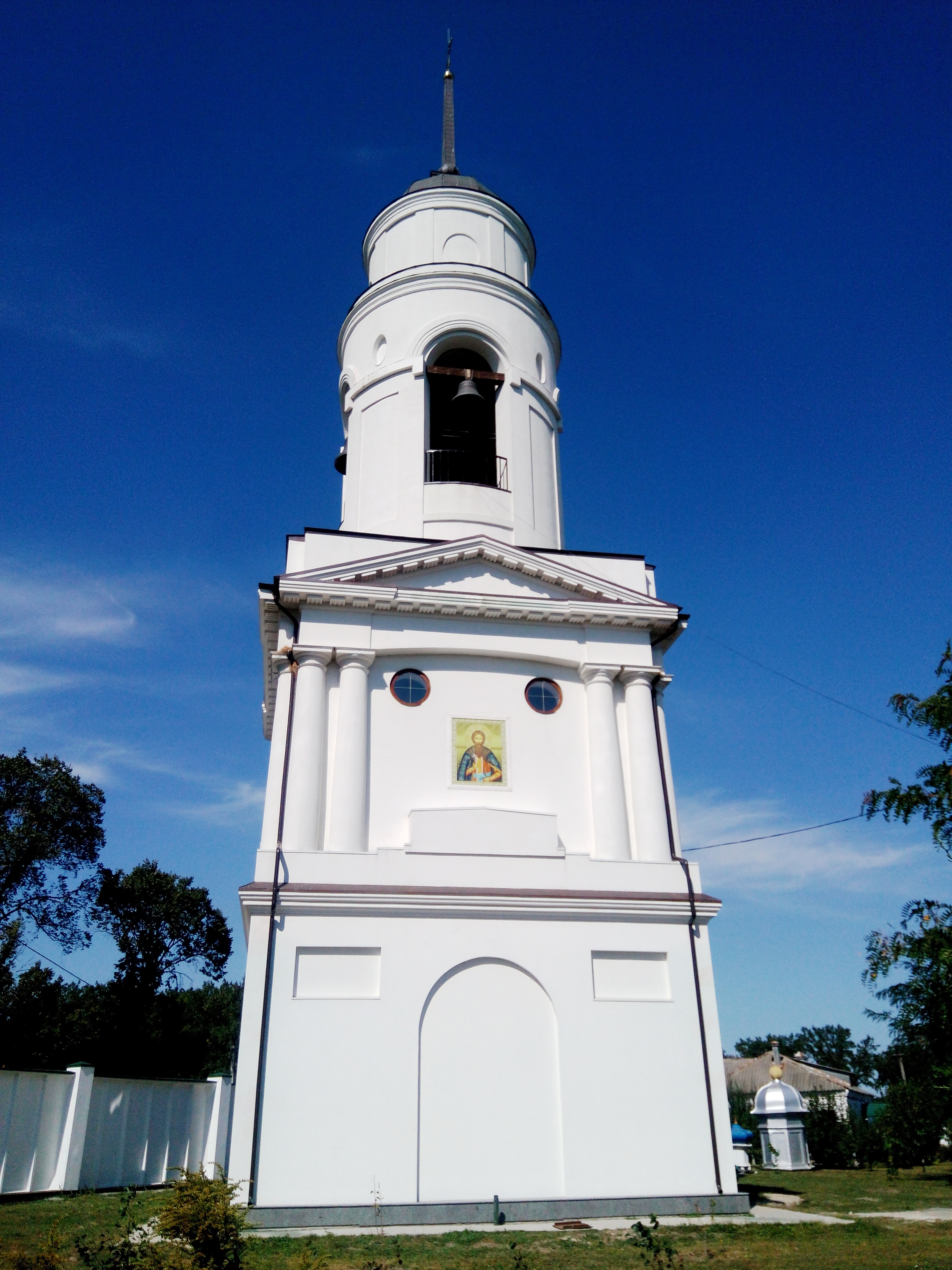
Дзвіниця
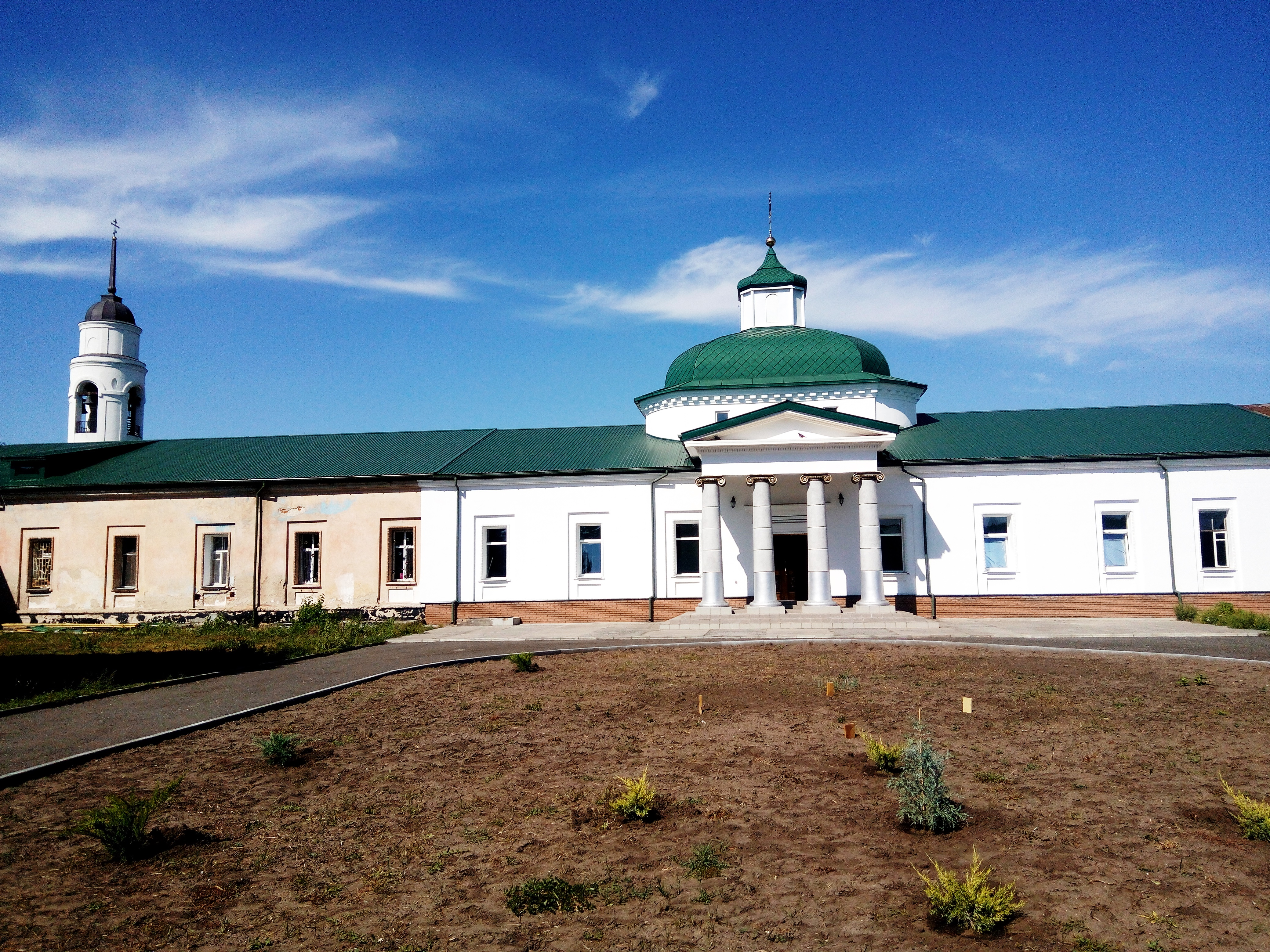
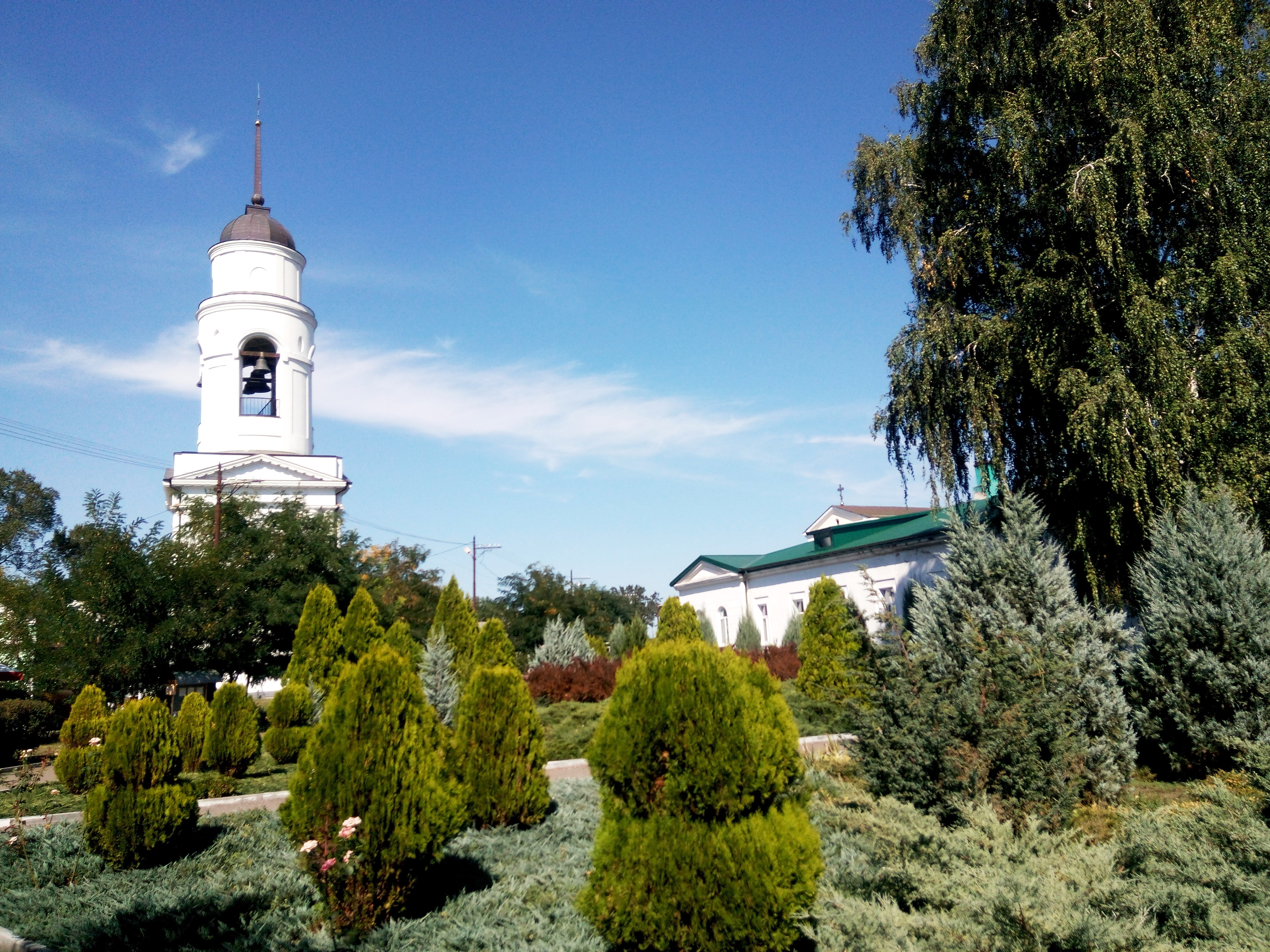
Монастирський парк